# Ian Smith (Cricketspieler, 1925)
Vivian Ian Smith (* 23. Februar 1925 in Durban; † 25. August 2015) war ein südafrikanischer Cricketspieler, der zwischen 1947 und 1957 an neun Test-Matches für die südafrikanische Nationalmannschaft teilnahm.
Smith war ein rechtshändiger leg-break-Bowler und ein lower-order rechtshändiger Batsman. Er gab sein Testdebüt gegen England 1947 und erzielte dabei sieben Wickets (3/46 und 4/143). In der Saison 1949/1950 bestritt er drei Tests gegen Australien in Südafrika. Je einen weiteren Test bestritt er 1955 in England und in der Saison 1957/58 gegen Australien. Allerdings schaffte er es nicht an seine Leistungen des ersten Tests anzuknüpfen, da er bei den weiteren acht Test nur fünf Wickets erzielte.
Von der Saison 1945/46 bis 1957/58 spielte er im nationalen südafrikanischen Cricket für Natal. Seine beste Bowling-Leistung erzielte er mit 9/88 im Innings und 12/194 im Spiel gegen Border in der Saison 1946/1947. Smith starb am 25. August 2015.